# 李文革
李文革（1966年9月—），男，汉族，山东诸城人，中华人民共和国政治人物。现任西藏自治区人大常委会副主任、党组成员。